# ألفريد إدوارد تشالون
ألفريد إدوارد تشالون هو رسام بريطاني ولد في جمهورية جنيف وعاش في لندن، اشتهر بلوحاته التي رسم فيها الملكة فيكتوريا.